# Villamanrique
Villamanrique é um município da Espanha na província de Ciudad Real, comunidade autónoma de Castilla-La Mancha, de área 369,92 km² com população de 1239 habitantes (2016) e densidade populacional de 3 hab/km².
É o oitavo município de Espanha com mais de 1000 habitantes com menor taxa de renda bruta declarada, apenas 12.031 euros por ano por habitante.

## Demografia
| Variação demográfica do município entre 1991 e 2016 | Variação demográfica do município entre 1991 e 2016 | Variação demográfica do município entre 1991 e 2016 | Variação demográfica do município entre 1991 e 2016 | Variação demográfica do município entre 1991 e 2016 |
| --------------------------------------------------- | --------------------------------------------------- | --------------------------------------------------- | --------------------------------------------------- | --------------------------------------------------- |
| 1991                                                | 1996                                                | 2001                                                | 2004                                                | 2016                                                |
| 1887                                                | 1707                                                | 1596                                                | 1528                                                | 1239                                                |